# Samorząd Regionu Chewel Jawne
Samorząd Regionu Chewel Jawne (hebr. מועצה אזורית חבל יבנה) – samorząd regionu położony w Dystrykcie Centralnym, w Izraelu.
Samorządowi podlegają osady rolnicze położone w okolicy miasta Jawne.

## Osiedla
Samorządowi podlega 1 kibuc, 4 moszawy i 3 wioski. Na powierzchni 35 km² żyje tutaj około 5 700 mieszkańców.

### Kibuce
- Kewucat Jawne

### Moszawy
| - Bene Darom - Ben Zakkaj | - Bet Gamli’el - Nir Gallim |

### Wioski
| - Bet Rabban - Kerem Jawne | - Newe Herzog |